# Stade olympique Benito-Juárez
 (mars 2025).
L'Estadio Olímpico Benito Juárez est un stade de football mexicain situé à Ciudad Juárez. Il est le club résident des Indios de Ciudad Juárez.

## Histoire
Il est construit en octobre 1980 et est inauguré le 12 mai 1981 par une rencontre entre l'équipe du Mexique et l'Atlético de Madrid.

## Galerie

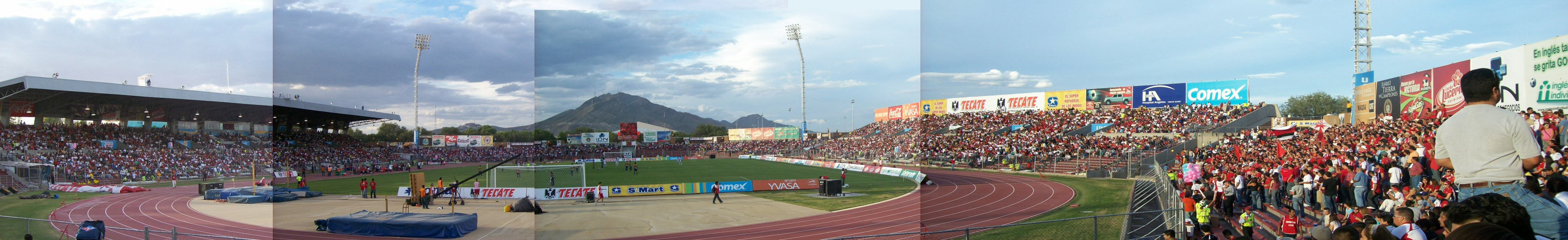
Vue panoramique du stade